# Mapa somatotópico
Un mapa somatotópico o somatotopía es la correspondencia punto por punto de un área del cuerpo con un área específica del sistema nervioso central. Comúnmente, el área del cuerpo se corresponde con un punto en la corteza somasensitiva primaria (giro poscentral). Esta corteza es normalmente representada como un homúnculo sensorial que orienta las partes específicas del cuerpo y sus respectivas localizaciones en el homúnculo. Áreas tales como las extremidades, dedos y cara, pueden dibujar sus localizaciones sensoriales en la corteza somatestésica. Las áreas que están finamente controladas (por ejemplo los dedos) tienen porciones mayores de la corteza somatestésica que áreas que estén toscamente controladas (por ejemplo el torso).  Áreas tales como las vísceras no tienen localizaciones sensoriales en el giro poscentral.